# Liliana Porter
Liliana Porter (Buenos Aires, 1941) és una artista argentina contemporània.

## Biografia
Formada a l'Escola Nacional de Belles Arts Manuel Belgrano de Buenos Aires, a l'Escola Nacional de Belles Arts Prilidiano Pueyrredón. També va assistir al taller de gravat de l'Escola Superior de Belles Arts de la Nació Ernesto de la Cárcova dirigida en aquest període pel gravador Fernando López Anaya. Aquest últim i Ana María Moncalvo van ser els seus més influents professors de gravat. De 1958 a 1961 va viure a la ciutat de Mèxic. Allà va estudiar amb el colombià Guillermo Silva Santamaría i amb l'artista alemany Mathias Goeritz a la Universitat Iberoamericana i al Taller de La Ciutadela.
Va ser a Mèxic també on va presentar les seves primeres exposicions. El 1964, viatja a Nova York on resideix des de llavors. Allà va ser co-fundadora del New York Graphic Workshop, junt amb Luis Camnitzer i José Guillermo Castillo. La seva obra inclou gravats, dibuixos, obres sobre tela, objectes, instal·lacions, fotografia i video.
Ha estat professora del Queens College, a la Universitat de Nova York, entre 1991 i 2007.
Resideix a Nova York.
Liliana Porter figura en el llibre Grandes Mujeres Artistas, que recull la histria de 400 artistes durante un període de cinco segles.
La seva obra forma part de les col·leccions, entre d'altres, del Museum of Contemporary Art San Diego, el Museu d'Art Modern de Nova York, la TATE Modern de Londres, el Museu Whitney d'Art Americà, el Museo Tamayo de Mèxic, el Museu Nacional de Belles Arts de Buenos Aires, el Metropolitan Museum of Art de Nova York, el Museu de Belles Arts de Boston, la Smithsonian Institution de Washington DC, el Museu de Belles Arts de Santiago de Xile, el Museo del Barrio de Nova York, i el Museu d'Art Modern de Bogotà.

## Premis
- Guggenheim Fellowship (1980)
- The New York Foundation for the Arts Fellowship (1985, 1996, 1999)
- Premi Konex: Tècniques Mixtes (1992)
- NEA Mid-Atlantic Regional Fellowship (1994)
- Professional Staff Congress-CUNY Research Award (1994–2004)
- Premi Konex de Platí: Tècniques Mixtes (2002)
- Premi Konex: Art Conceptual (2012)